# Прохоров, Владимир Сергеевич (спортсмен)
Владимир Сергеевич Прохоров (род. 25 мая 1984, г.Чусовой, Пермская область, СССР) — российский спортсмен, мастер спорта международного класса по санному спорту.

## Биография
В российской сборной с 2000 года. На Европейском чемпионате 2008 года в городе Цезана (Италия) занял 10-е место в мужском парном разряде. Также дважды занял 13-е место в мужском парном разряде на чемпионатах мира по санному спорту в 2007 и 2008 годах.